# Wilberforce (kot)
Wilberforce – kot myszołap mieszkający w latach 1973–1988 przy Downing Street 10 w Londynie. Zajmował się łapaniem myszy i szczurów przy mieszkaniu premiera. Podczas jego pobytu na Downing Street urząd premiera Wielkiej Brytanii pełniły 4 osoby: Edward Heath, Harold Wilson, James Callaghan oraz Margaret Thatcher. Jego utrzymanie kosztowało ok. 100 funtów szterlingów rocznie – większość kwoty przeznaczano na karmę dla zwierzęcia.
Wilberforce przeszedł na emeryturę w 1986 po 13 latach służby. Resztę życia spędził u rodziny, która adoptowała go po jego przejściu na emeryturę. Zmarł we śnie 18 maja 1988. Jego następcą był kot Humphrey.